# Cessna T-37 Tweet

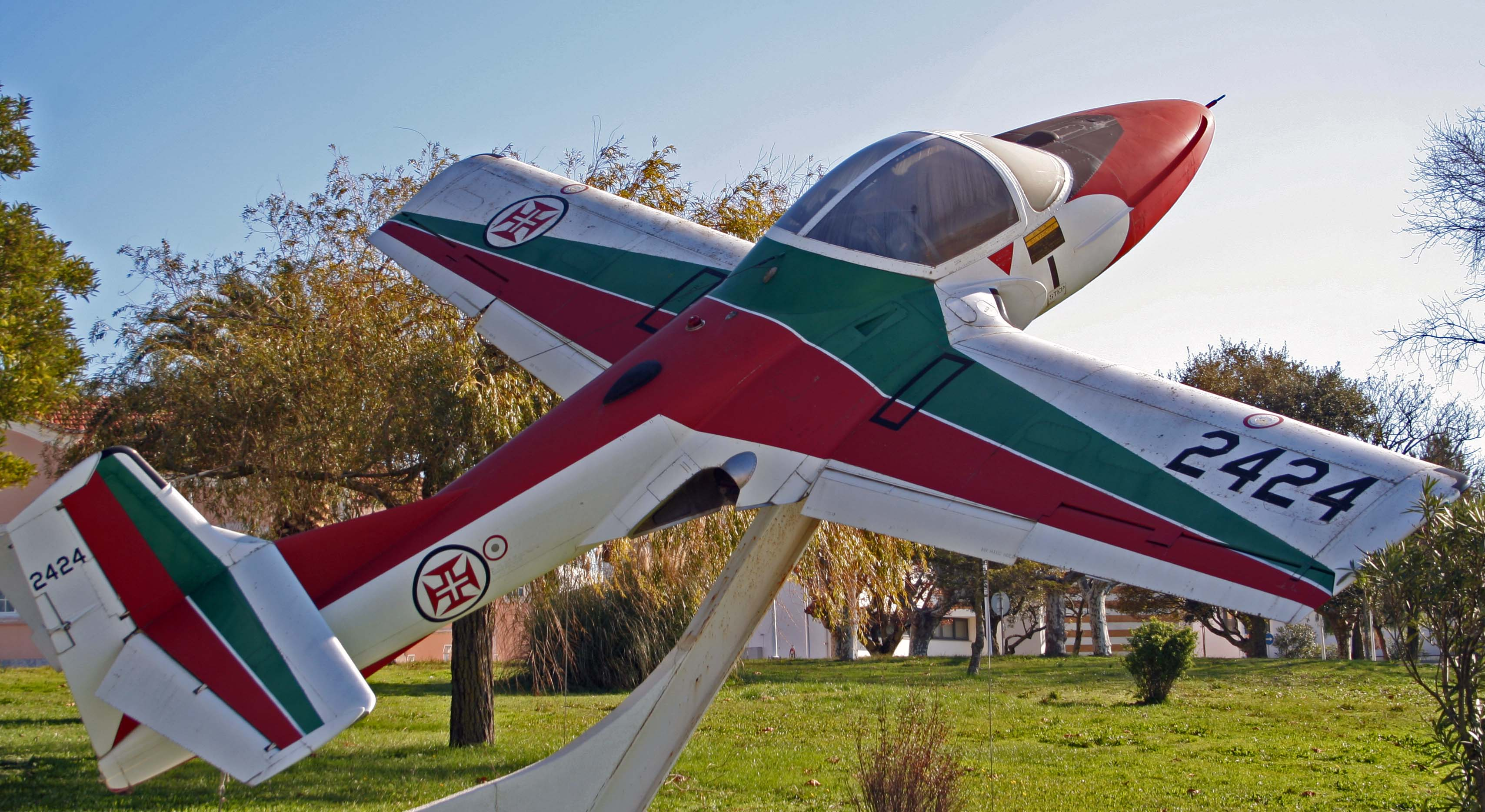
Un gate guardian T-37C ex-Asas de Portugal, la pattuglia acrobatica nazionale portoghese.

Il Cessna T-37 Tweet è un aereo da addestramento biposto, bimotore a getto, prodotto tra il 1955 ed il 1975 dall'azienda statunitense Cessna Aircraft Company ed ancora in servizio operativo come addestratore basico nelle scuole di volo dell'United States Air Force.
Il T-37 fu il primo velivolo a getto di concezione statunitense espressamente progettato come addestratore; infatti il precedente Lockheed T-33 Shooting Star era uno sviluppo del caccia Lockheed P-80 Shooting Star.
Analogamente ad altri progetti similari, quali l'italiano Aermacchi MB-326, dal T-37 venne ricavata una variante da combattimento, il A-37 Dragonfly, dotata a differenza del suo predecessore di armamento offensivo.

## Versioni
XT-37
prototipo biposto da addestramento, equipaggiato con 2 turbogetti Continental-Teledyne J69-T-25 da 4,6 kN (920 lbf) di spinta ciascuno
XT-37A
prototipo biposto da addestramento, equipaggiato con 2 turbogetti Continental YJ69-T-9
T-37A
prima versione da addestramento non armata
T-37B
sviluppo del T-37A, non armato.
T-37C
versione da addestramento all'attacco al suolo leggero dotata di 2 piloni subalari.
XAT-37D
prototipo versione controguerriglia, realizzato in 2 esemplari.

## Utilizzatori
Brasile
- Força Aérea Brasileira

65 T-37C in servizio dal 1967 al 1981. 30 aerei ceduti alla Corea del Sud.
 Cile
- Fuerza Aérea de Chile

vedi anche Cessna A-37B Dragonfly
 Colombia
- Fuerza Aérea Colombiana

10 T-37C entrati in servizio nel 1968, seguiti da diversi lotti di aerei ex USAF per un totale di 36 aerei, tutti ritirati il 10 giugno 2021.
vedi anche Cessna A/OA-37B Dragonfly
 Corea del Sud
- Daehan Minguk Gonggun

30 T-37C ricevuti di seconda mano dal Brasile.
 Rep. Dominicana
- Fuerza Aérea Dominicana

vedi Cessna A-37B Dragonfly
 Ecuador
- Fuerza Aérea Ecuatoriana

vedi Cessna A-37B Dragonfly
 El Salvador
- Fuerza Aérea Salvadoreña

vedi Cessna A/OA-37B Dragonfly
 Giordania
- Royal Jordanian Air Force

15 T-37B ex USAF consegnati e rimasti in servizio fino al 1987. 10 aerei sono ceduti alla Grecia nel 1988.
 Grecia
- Polemikí Aeroporía

25 T-37C ricevuti nel 1970, 9 T-37B ex USAF ricevuti nel 1985 e 10 T-37B acquistati di seconda mano dalla Giordania nel 1988, tutti ritirati entro il 27 ottobre 2002.
 Guatemala
- Fuerza Aérea Guatemalteca

vedi Cessna A-37B Dragonfly
 Honduras
- Fuerza Aérea Hondureña

vedi Cessna A-37B Dragonfly
 Pakistan
- Fi'saia Pakistana

40 T-37 consegnati nuovi negli anni 1962-1977, seguiti nel 1980 da altri 22 di seconda mano. Questa flotta è stata poi incrementata con 74 T-37 (in parte modernizzati, in parti da cannibalizzare) ceduti da Stati Uniti e 34 dalla Turchia tra il 2009 ed il 2015.
 Portogallo
- Força Aérea Portuguesa

26 T-37C ordinati nel 1961 e in servizio dal 1963 al 1990.
 Rhodesia
- Rhodesian Air Force

 Sri Lanka
- Sri Lanka Air Force

 Stati Uniti
- United States Air Force

9 T-37B ceduti alla Polemikí Aeroporía nel 1985.
vedi Cessna A/OA-37B Dragonfly
 Thailandia
- Kongthap Akat Thai

 Turchia
- Türk Hava Kuvvetleri

11 T-37C consegnati nel dicembre 1963, seguiti tra il 1964 e il 1965 da ulteriori 35 T-37B/C. Ritirati nel 2015, nell'ottobre dello stesso anno 34 esemplari sono stati ceduti al Pakistan.
 Uruguay
- Fuerza Aérea Uruguaya

vedi Cessna A-37B Dragonfly
 Vietnam del Sud
- Không lực Việt Nam Cộng hòa

vedi Cessna A-37B Dragonfly